# De Wieren (Groningen)
De Wieren is een gehucht in de gemeente Westerkwartier in het westen van de provincie Groningen.
Het gehucht ligt ten zuiden van Lutjegast. De naam lijkt op wierde, maar anders dan bij een wierde gaat het in dit geval om een natuurlijke verhoging in het land. Het gehucht lag oorspronkelijk op een zandige verhoging die tussen de beide gasten van Lutjegast en Grootegast boven het veen uitstak.